# Minamoto no Sukenori
Minamoto no Sukenori (源扶義, [[[951]] - 998] Erro: {{japonês}}: texto da transliteração contém caractere não latino (pos 17) (ajuda)) filho de Minamoto no Masanobu (neto do Imperador Uda ) com Fujiwara Nomotokata no Musume. Foi um Kugyō (nobre) do período Heian da história do Japão. Em 994 tornou-se Sangi, indo trabalhar no Benkan (辨官, Departamento de Arquivos) do Daijō-kan .